# Jelmstorf
Jelmstorf es un municipio situado en el distrito de Uelzen, en el estado federado de Baja Sajonia (Alemania). Su población estimada a finales de 2016 era de 760 habitantes.
Se encuentra ubicado al este del estado, cerca de la frontera con el estado de Sajonia-Anhalt.